# Ethniki Rizospastiki Enosis
Die Ethniki Rizospastiki Enosis (griechisch Εθνική Ριζοσπαστική Ένωσις, ERE, Nationalradikale Union) war eine von 1955 bis 1967 aktive Partei in Griechenland.

## Gründungsgeschichte
Die ERE wurde im Januar 1955 von Konstantinos Karamanlis gegründet, der nach  dem Tod von Marschall Papagos, dem Führer der Partei Hellenische Sammlung (Ελληνικός Συναγερμός Ellinikos Synagermos), Ministerpräsident geworden war; Karamanlis war zuvor von der Volkspartei Laikon Komma (Λαϊκὸν Κόμμα) zur Hellenischen Sammlung gestoßen. 
Die ERE war eine konservative Partei der Rechten. Entsprechend der seit Generationen die griechische Nation spaltenden politischen Gegensätze war sie royalistisch, anti-venizelistisch und antikommunistisch ausgerichtet. Nach ihrer Gründung schlossen sich die meisten Führungskräfte der Hellenischen Sammlung der ERE an, aber auch viele Politiker anderer Parteien. Ihr gehörten auch konservative Politiker der Mitte wie etwa Panagiotis Kanellopoulos, Konstantinos Tsatsos (Staatspräsident von 1975 bis 1980) und Evangelos Averoff (Minister für auswärtige Angelegenheiten in mehreren Regierungen von Karamanlis 1955–1963 und später Vorsitzender der ND von 1981 bis 1984) an.

## Ära Konstantinos Karamanlis
Bei den Wahlen vom 29. Februar 1956 erlangte die ERE als Sammlungspartei der Rechten die absolute Mehrheit im Parlament. Sie war auch bei den folgenden Wahlen 1958 und 1961 erfolgreich und Karamanlis blieb bis zu seinem Rücktritt nach der Niederlage der Partei im Jahre 1963 an der Macht. 
Die ERE hatte auch die hart umkämpften Wahlen von 1961 gewonnen. Doch die oppositionelle Zentrums-Union (EK) und die Vereinigung der Demokratischen Linken (EDA) warfen der Regierung Karamanlis massiven Betrug vor und erkannten das Wahlergebnis nicht an, organisierten Demonstrationen und forderten Neuwahlen. Karamanlis trat 1963 nach Differenzen mit dem Königshaus als Ministerpräsident und Parteivorsitzender zurück und ging ins Exil (er reiste gegen den Widerspruch von König Paul unter falschen Namen aus). 

## 1963 bis 1967
Nach dem Rückzug Karamanlis’ wurde Panagiotis Kanellopoulos Parteivorsitzender, der bei den Wahlen 1963 und 1964 von der EK des Georgios Papandreou geschlagen wurde. 
Kanellopoulos blieb bis 1967 Parteivorsitzender, als er eine Regierung bildete, die nach nur einem Monat durch einen Staatsstreich der griechischen Militärjunta gestürzt wurde. Nach dem Staatsstreich wurde die ERE wie alle politischen Parteien verboten. Sie wurde auch nach dem Ende der Juntaherrschaft nicht erneuert, da Karamanlis im Jahr 1974 eine neue Partei, die Nea Dimokratia, gründete.

## Wahlergebnisse
| Partei                       | Stimmanteil | Stimmen | Sitze |
| ---------------------------- | ----------- | ------- | ----- |
| ERE                          | 48,15 %     | 124     |       |
| Liberaldemokratische Union   | 47,38 %     | 142     |       |
| Partei der Fortschrittlichen | 20,67 %     |         | 62    |
| Andere                       | 4,47 %      | 13      |       |

| Partei          | Stimmanteil | Stimmen   | Sitze |
| --------------- | ----------- | --------- | ----- |
| ERE             | 41,46 %     | 1.595.292 | 124   |
| EDA             | 24,42 %     | 939.629   | 73    |
| Liberale Partei | 20,67 %     | 795.337   | 62    |
| Andere          | 13,56 %     | 521.760   | 41    |

| Partei                                    | Stimmanteil | Stimmen   | Sitze |
| ----------------------------------------- | ----------- | --------- | ----- |
| ERE                                       | 50,80 %     | 2.347.307 | 152   |
| EK                                        | 33,65 %     | 1.554.860 | 138   |
| Pandemokratische Agrarfront Griechenlands | 14,62 %     | 675.544   | 44    |
| Unabhängige                               | 0,89 %      | 41.124    | 3     |

| Partei                       | Stimmanteil | Stimmen   | Sitze |
| ---------------------------- | ----------- | --------- | ----- |
| ERE                          | 39,37 %     | 1.837.377 | 132   |
| EK                           | 42,04 %     | 1.962.079 | 138   |
| EDA                          | 14,34 %     | 669.267   | 28    |
| Partei der Fortschrittlichen | 3,73 %      | 173.981   | 2     |

| Partei | Stimmanteil | Stimmen   | Sitze |
| ------ | ----------- | --------- | ----- |
| ERE*)  | 35,26 %     | 1.621.546 | 107   |
| EK     | 52,72 %     | 2.424.477 | 171   |
| EDA    | 11,8 %      | 542.865   | 22    |

*) Bei den Parlamentswahlen 1964 bildete die ERE eine Wahlgemeinschaft mit der von Spyros Markezinis angeführten Partei der Fortschrittlichen (Κόμμα Προοδευτικών Komma Proodevtikon, KP, rechtsgerichtet).